# Ein Liebeslied
Ein Liebeslied (auch Ein Liebesgesang) ist ein Kurzfilm von Jean Genet aus dem Jahr 1950. Er konnte wegen seiner pornographischen Sequenzen zunächst nicht öffentlich gezeigt werden, und Jean Genet distanzierte sich später von seinem Werk. 
Das Werk wurde auf dem Wet Dream Film Festival 1970 in Amsterdam gezeigt und gewann dort den Preis Blast from the Past.

## Handlung
Zwei Häftlinge versuchen, durch ein winziges Loch in der Mauer zwischen ihren Zellen miteinander in Kontakt zu kommen – beobachtet und sanktioniert durch einen eifersüchtigen Gefängniswärter.